# Peter Brook

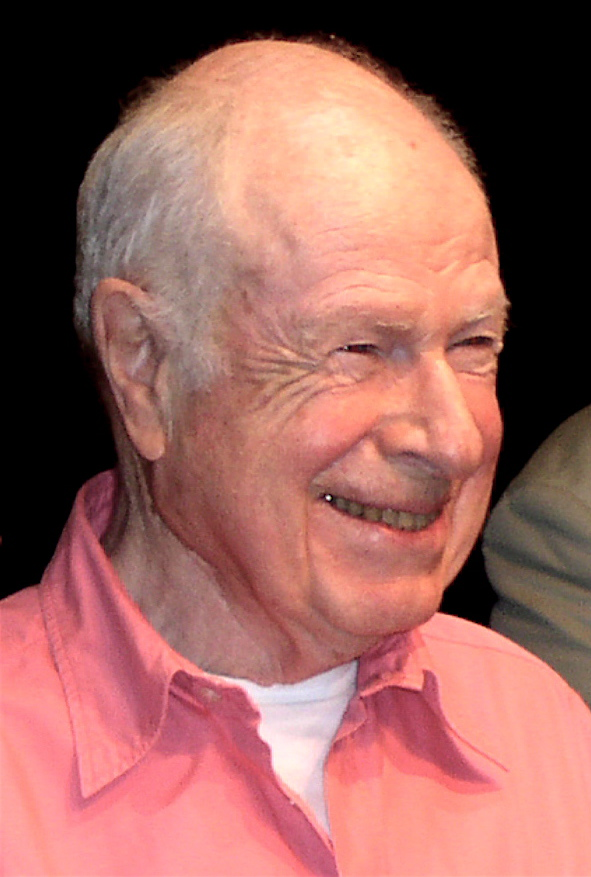
Peter Brook (2009)

Peter Stephen Paul Brook CH CBE (* 21. März 1925 in London, England; † 2. Juli 2022 in Paris) war ein britischer Theater- und Filmregisseur, der zu den wichtigsten Vertretern des zeitgenössischen europäischen Theaters gezählt wird. Berühmt sind seine Vorträge über modernes Theater, als Buch herausgegeben 1968 unter dem Titel „Der leere Raum“, die eine ganze Generation von Regisseuren beeinflussten.

## Leben
Peter Brook wurde 1925 in London als Sohn von Simon Brook und seiner Ehefrau Ida Brook, geb. Jansen, geboren. Seine Eltern waren jüdische Einwanderer aus Lettland. Er besuchte die Westminster School, die Gresham’s School in Norfolk und das Magdalen College, Oxford. Bereits als Schüler beschäftigte er sich mit dem Medium Theater.  Erste Engagements als Regisseur hatte er ab 1945 in Birmingham, Stratford-upon-Avon und London, wo er hauptsächlich Dramen von Shakespeare inszenierte. Er galt schnell als „Wunderkind“ der britischen Theaterszene und war etwa von 1947 bis 1949 am Royal Opera House als Regisseur tätig, wo er Aufmerksamkeit dafür erhielt, die Kostüme für eine Produktion von Richard Strauss’ Oper Salome von Salvador Dalí entworfen lassen zu haben. Die Produktion war wegen ihrer sexuellen Tabubrüche ein aufsehenerregender Skandal. Das kostete Brook zwar die Verlängerung seines Vertrages bei der Royal Opera, aber er wurde umso gefragter.
In den folgenden Jahrzehnten folgten Inszenierungen von Stücken von Jean-Paul Sartre, Friedrich Dürrenmatt, Peter Weiss und Jean Genet. 1962 inszenierte er Shakespeare erstmals auf leerer Bühne. Die Theorie dazu lieferte er in seinem Buch Der leere Raum. Brook rückte in seinen teils asketisch wirkenden Inszenierungen die körperlichen Ausdrücke und das gesprochene Wort in den Vordergrund, Bühnenbilder oder optische Effekte waren hingegen nicht oder nur gezielt eingesetzt; er gilt damit als Einflussgeber des modernen Theaters.
Mit 27 Jahren drehte Brook als Filmregisseur seinen ersten Film Die Bettleroper (erschienen 1953) und wandte sich auch in den folgenden Jahrzehnten neben dem Theater immer wieder dem Medium Film zu. Die wohl bekanntesten Filme unter seiner Regie sind Herr der Fliegen (1963) nach dem gleichnamigen Roman von William Golding sowie die Peter-Weiss-Adaption Marat/Sade (1966) mit Patrick Magee und Ian Richardson in den Hauptrollen. Außerdem inszenierte er mehrere Shakespeare-Verfilmungen für die BBC.
Brook setzte sich thematisch oftmals mit außereuropäischen Kulturkreisen auseinander, etwa in dem 1985 uraufgeführten Stück Mahabharata, das sich mit der indischen Mythologie befasst und welches er in einer insgesamt rund neunstündigen Inszenierung auf die Bühne brachte, oder seinem 1979 gedrehten Film Gurdjieff – Begegnungen mit bemerkenswerten Menschen. Dennoch blieben insbesondere Shakespeare-Stücke wie Hamlet sein Fokus, die er aber immer wieder auf innovative Weise zu inszenieren suchte. Brook inszenierte bis ins hohe Alter und veröffentlichte auch weitere Bücher für die Theatertheorie, zuletzt The Quality of Mercy: Reflections on Shakespeare (2013); Tip of the Tongue: Reflections on Language and Meaning (2017) und Playing by Ear: Reflections on Music and Sound (2019).

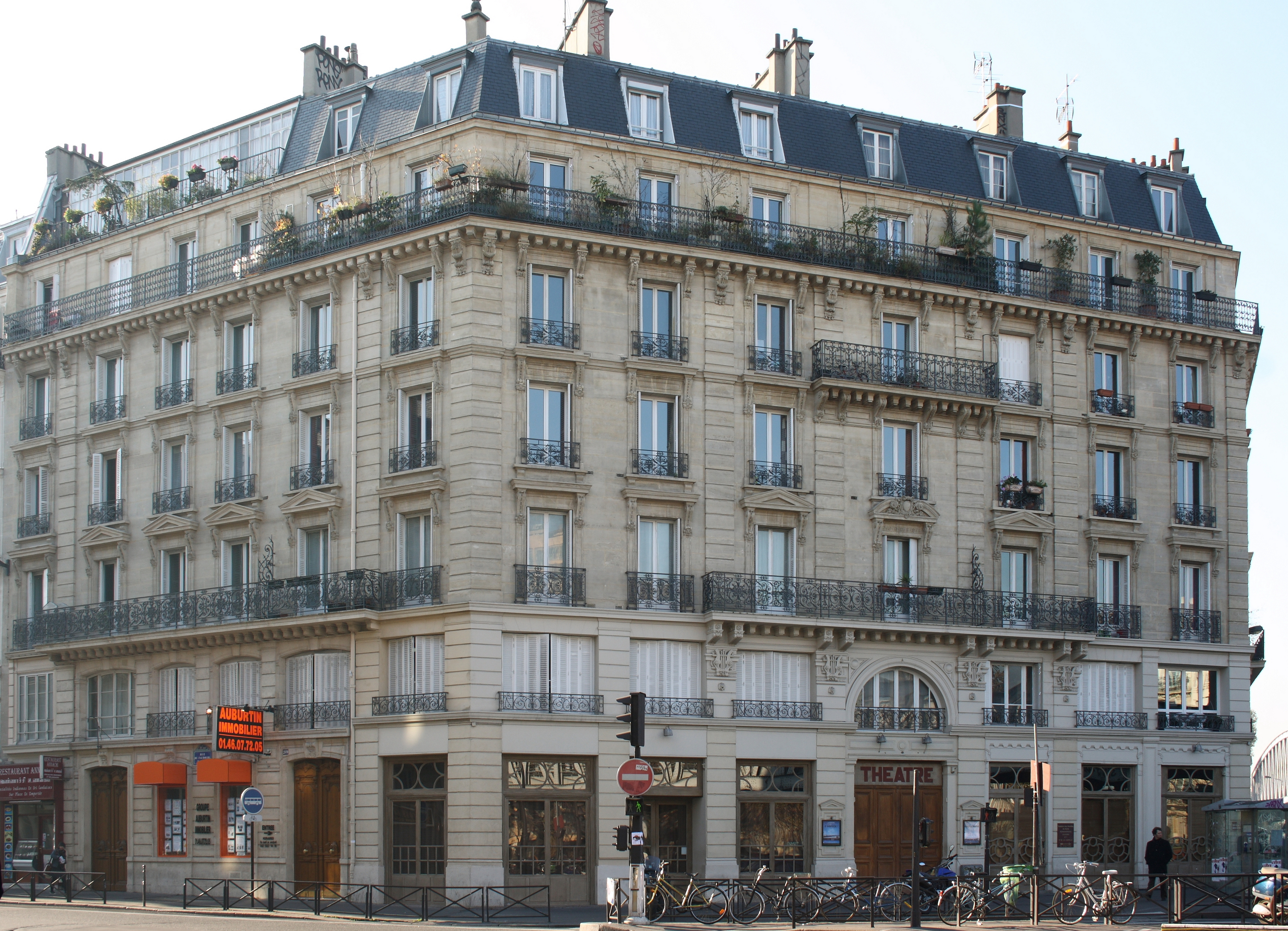
Théâtre des Bouffes du Nord, 2011

1970 gründete er in Paris das Centre International de Recherche Théâtrale (CIRT), aus dem das Théâtre des Bouffes du Nord hervorging, welches heute noch existiert, und lebte seit den 1970er Jahren in Frankreich. In seinem Heimatland England wurde er 1998 in den Order of the Companions of Honour aufgenommen, in Frankreich zum Kommandeur der Ehrenlegion ernannt.
Peter Brook war von 1951 bis zu ihrem Tod im Jahr 2015 mit der Schauspielerin Natasha Parry verheiratet. Der Ehe entstammen zwei Kinder. Brook starb am 2. Juli 2022 im Alter von 97 Jahren in Paris.

## Werk

### Theater- und Operninszenierungen (Auswahl)
- 1942: Christopher Marlowe Doktor Faustus; Torch Theater London
- 1945: George Bernard Shaw Pygmalion
- 1945: George Bernard Shaw Mensch und Übermensch; Birmingham Repertory Theatre
- 1945: William Shakespeare König Johann, Birmingham Repertory Theatre
- 1945: Henrik Ibsen Die Frau vom Meer, Birmingham Repertory Theatre
- 1946: William Shakespeare Verlorene Liebesmüh; Shakespeare Memorial Theatre, RSC
- 1946: Die Brüder Karamasow nach Fedor Dostojewski, mit Alec Guinness, Lyric Theatre Hammersmith, London
- 1946: Jean-Paul Sartre Geschlossene Gesellschaft, mit Betty Ann Davies, Alec Guinness, Inez Beatrix Lehmann, Donald Pleasence; Arts Theatre London
- 1947: Jean-Paul Sartre Die ehrbare Dirne; Lyrik Theatre London
- 1947: William Shakespeare Romeo und Julia; RSC
- 1948: Modest Mussorgsky Boris Godounov; Covent Garden, London
- 1948: Giacomo Puccini La Bohême; Covent Garden, London
- 1949: Wolfgang Amadeus Mozart Die Hochzeit des Figaro; Covent Garden, London
- 1949: Richard Strauss Salome; Covent Garden, London
- 1950: William Shakespeare Maß für Maß; RSC
- 1951: Arthur Miller Tod eines Handlungsreisenden; Théâtre national de Belgique, Brüssel
- 1951: Jean Anouilh Colombe; Théâtre de l’Atelier, Paris
- 1951: William Shakespeare Ein Wintermärchen; RSC
- 1953: Charles Gounod Faust; The Metropolitan Opera, New York
- 1954: Christopher Fry Das Dunkel ist Licht genug; Aldwych Theatre, London
- 1954: Arthur Macrae Both Ends meet; Apollo Theatre, London
- 1955: William Shakespeare Titus Andronicus, mit Laurence Olivier und Vivien Leigh; RSC
- 1955: William Shakespeare Hamlet, mit Paul Scofield als Hamlet; Phoenix Theatre, London.
- 1956: Arthur Miller Blick von der Brücke; Comedy Théâtre, London
- 1957: Tennessee Williams Die Katze auf dem heißen Blechdach: Théâtre Antoine, Paris
- 1957: Friedrich Dürrenmatt Der Besuch der alten Dame
- 1957: William Shakespeare Der Sturm; Theatre Royal, Drury Lane, (RSC)
- 1957: Peter Tschaikowsky Eugen Onegin; Metropolitan Opera, New York
- 1958: Friedrich Dürrenmatt Der Besuch der alten Dame; Lunt-Fontaine Theatre New York; London 1958
- 1959: Marguerite Monnot Irma la Douce; Lyric Theatre, London
- 1960: Jean Genet Der Balkon; Théâtre du Gymnase, Paris
- 1962: William Shakespeare Der Sturm
- 1963: William Shakespeare König Lear, mit Paul Scofield als Lear; RSC
- 1963: John Arden Der Tanz des Sergeanten Musgrave
- 1963: Friedrich Dürrenmatt Die Physiker;  RST, Aldwych Theatre, Londres
- 1963: Rolf Hochhuth Der Stellvertreter
- 1964: Das Theater der Grausamkeit;

1. Teil nach: Ableman, Artaud, Robbe-Gillet, Jean Genet, John Arden, Margaretta d’Arcy, Charles Marowitz
2. Teil nach: Jean Genet und Bernard Frechtman
- 1964: Peter Weiss Marat/Sade; Royal Shakespeare Company
- 1965: Jean Genet Die Wände; Donmar Warehouse, London
- 1965: Peter Weiss Die Ermittlung; RSC
- 1966: Dennis Cannan US, National Theatre, London
- 1968: Seneca Ödipus, bearb. von Ted Hughes, mit John Gielgud (Ödipus), Irene Worth (Iocaste), Colin Blakely (Creon); National Theatre (Old Vic), London
- 1968: William Shakespeare Der Sturm; Aldwych Theatre, London (RSC)
- 1970: William Shakespeare Ein Sommernachtstraum; mit Frances de la Tour, Ben Kingsley und Patrick Stewart; RSC
- 1971: Orghast (Texte) Ted Hughes; Schiras-Kunstfestival
- 1974: William Shakespeare Timon von Athen; Théâtre des Bouffes du Nord, Paris
- 1977: Alfred Jarry König Ubu; Théâtre des Bouffes du Nord, Paris
- 1978: William Shakespeare Maß für Maß; Théâtre des Bouffes du Nord, Paris
- 1978: William Shakespeare Antonius und Cleopatra, mit Glenda Jackson, Jonathan Pryce, Alan Rickman, Juliet Stevenson, Patrick Stewart und David Suchet[7]
- 1979: Colin Turnbull Die Ik nach The Mountain People
- 1979: Jean-Claude Carrière Die Konferenz der Vögel Erzählung für das Theater nach der Dichtung Die Konferenz der Vögel von Fariduddin Attar
- 1981: Anton Tschechow Der Kirschgarten; mit Niels Arestrup, Catherine Frot, Anne Consigny; Théâtre des Bouffes-Parisiens, Paris
- 1981: Georges Bizet Die Tragödie von Carmen; Théâtre des Bouffes du Nord, Paris
- 1985: Jean-Claude Carrière Das Mahabharata Bühnenbearbeitung, Festival d'Avignon
- 1988: Anton Tschechow Der Kirschgarten, Majestic Theatre, New York
- 1989: Percy Mtawa, Mbongeni Ngema und Barney Simon Woza Albert!
- 1990: William Shakespeare Der Sturm; mit Sotigui Kouyaté als Prospero und David Bennett als Caliban
- 1992: Impressions de Pelléas Debussy
- 1993: L’Homme qui Paris; engl. Neufassung unter dem Titel „The Man Who“
- 1995: Wer ist da nach Texten von Antonin Artaud, Bertolt Brecht, Gordon Craig, Meyerhold, Stanislavski und Seami
- 1995: Samuel Beckett Glückliche Tage
- 1998: Wolfgang Amadeus Mozart Don Giovanni; Festival International d'Art Lyrique d'Aix-en-Provence
- 1999: Can Themba The Costume; Théâtre des Bouffes du Nord, Paris
- 2000: William Shakespeare Hamlet mit Adrian Lester als Hamlet; Théâtre des Bouffes du Nord, Paris
- 2000: Claryl Churchill Far Away; Royal Court Theatre, London
- 2000: William Shakespeare Hamlet; Théâtre des Bouffes du Nord, Paris
- 2002: Der Tod des Krishna Extrakt aus Mahabharata von Vyasa
- 2003: Samuel Beckett Glückliche Tage
- 2003: Carol Rocamora Deine Hand in meiner basierend auf dem Briefwechsel von Olga Knipper und Anton Tschechow
- 2004: Amadou Hampaté Bâ Tierno Bokar; Théâtre du Nord, Lille
- 2005: Fjodor Dostojewski Der Großinquisitor; Théâtre des Bouffes du Nord, Paris
- 2006: Samuel Beckett Fragmente
- 2007: Athol Fugard, John Kani und Winston Ntshona Swize Bansi ist tot
- 2008: Samuel Beckett Fragmente
- 2009: Amadou Hampaté Bâ Elf und Zwölf
- 2010: Warum, warum nach Artaud, Gordon Craig, Dullin, Meyerhold, Motokiyo, Shakespeare
- 2010: Wolfgang Amadeus Mozart Die Zauberflöte; Théâtre des Bouffes du Nord, Paris
- 2012: Can Themba The Costume
- 2013: Samuel Beckett Der Verwaiser
- 2014: The Valley of Astonishment; Théâtre des Bouffes du Nord, Paris
- 2015: Samuel Beckett Fragmente, mit Kathryn Hunter, Jos Houben, Marcello Magni; Théâtre des Bouffes du Nord, Paris
- 2015: Battlefield nach Mahabharata; Théâtre des Bouffes du Nord, Paris
- 2018: The Prisoner; von Peter Brook und Marie-Hélène Estienne; Théâtre des Bouffes du Nord, Paris
- 2020: The Tempest Project nach William Shakespeare, Bearbeitung Peter Brook und Marie-Hélène Estienne; Théâtre des Bouffes du Nord, Paris

### Filmografie
- 1953: Die Bettleroper (The Beggar’s Opera), britischer Musik- und Kostümfilm mit Laurence Olivier in der Hauptrolle
- 1960: Stunden voller Zärtlichkeit (Moderato cantabile), nach einem Text von Marguerite Duras, mit Jeanne Moreau und Jean Paul Belmondo in den Hauptrollen
- 1963: Herr der Fliegen (Lord of the Flies), Drehbuch und Regie
- 1967: Marat/Sade

Das Stück „Die Verfolgung und Ermordung Jean Paul Marats dargestellt durch die Schauspieltruppe des Hospizes zu Charenton unter Anleitung des Herrn de Sade“ von Peter Weiss gehört zu den zentralen dramatischen Werken des 20. Jahrhunderts. Brook führte 1967 bei der Verfilmung der Royal-Shakespeare-Company-Bühnenversion von „Marat/Sade“ Regie.
- 1968: Tell Me Lies, Produktion und Regie Peter Brook – ein Film über London zur Zeit des Vietnamkriegs.

Grundlage des Films ist das Stück US von Dennis Cannan, das Brook 1966 für das National Theatre inszeniert hatte. 2012 brachten Severine Wemaere, Direktor der Technicolor Foundation for Cinema Heritage und Giles Duval, Direktor der Groupama Gan Foundation auf Veranlassung von Peter Brook eine digital restaurierte Fassung des Films, der nur in schlecht erhaltenen bzw. unvollständigen Fassungen vorhanden war, heraus.
- 1971: King Lear- britischer Schwarzweiß-Film mit Paul Scofield als Hamlet
- 1979: Gurdjieff – Begegnungen mit bemerkenswerten Menschen (Meetings with Remarkable Men)

Regie: Peter Brook – Drehbuch: Peter Brook; Jeanne de Salzmann – Darsteller: Dragan Maksimović, Terence Stamp, Athol Fugard u. a.
Der Film basiert auf der gleichnamigen Autobiografie von Georges I. Gurdjieff, einem kaukasischen Weisheitslehrer, mit dem sich Brook intensiv beschäftigt hat. Darin beschreibt Gurdjieff seine Kindheit und Jugend am Fuße des Kaukasus und seine Begegnungen mit den Menschen, die den Ursprung seiner späteren Lehren formten. Höhepunkte des Filmes sind unter anderem die Reisen zu gewissen Sufi-Lehrern und die von Gurdjieff-Schülern aufgeführten Tänze im Kloster der Bruderschaft Sarmoung.
- 1983: Die Tragödie der Carmen, nach Brooks Inszenierung der Oper von Georges Bizet im November 1981 im Théâtre des Bouffes du Nord, Paris[8]
- 1989: Mahabharata, britische TV-Miniserie, auf der Grundlage des von Brook für das Centre international de recherche théâtrales-Bouffes du Nord und das 39. Festival von Avignon produzierten, neunstündigen Bühnenstücks, Text von Peter Brook, Jean-Claude Carrière und Marie-Hélène Estienne
- 2002: The Tragedy of Hamlet[9], Filmadaptation von Brooks Inszenierung des Stücks am Théâtre des Bouffes du Nord, Paris

### Schriften und Gespräche
- Peter Brook: Der leere Raum. Aus dem Englischen von Walter Hasenclever. Hoffmann & Campe, Hamburg 1969 (8. Auflage. Alexander Verlag, Berlin 2004, ISBN 3-923854-90-0).
- Peter Brook: Wanderjahre, Schriften zum Theater, Film & Oper 1946–1987. Alexander Verlag, Berlin 1989, ISBN 3-923854-25-0.
- Peter Brook: Vergessen Sie Shakespeare. Aus dem Französischen von Hans-Henning Mey. Alexander Verlag, Berlin 1997, ISBN 3-89581-021-5.
- Margaret Croyden: Conversations with Peter Brook 1970–2000. Faber and Faber, New York 2003, ISBN 0-571-21137-2.
- Between Two Silences: Talking with Peter Brook. Hrsg. von Dale Moffitt. Southern Methodist University Press.
  - deutsch: Dale Moffitt (Hrsg.): Zwischen zwei Schweigen. Gespräche mit Peter Brook. Aus dem Englischen von Petra Schreyer. Alexander Verlag, Berlin 1999, ISBN 3-89581-094-0.
- Peter Brook: Das offene Geheimnis. Frankfurt am Main 1998. (Neuausgabe mit einem Nachwort von Hans-Thies Lehmann. Alexander Verlag, Berlin 2012, ISBN 978-3-89581-266-8)
- Peter Brook: Zeitfäden. (Autobiographie). Frankfurt am Main 1999, ISBN 3-10-008308-3.
- Peter Brook – Theater als Reise zum Menschen. Texte und Gespräche von und mit Peter Brook, Jean-Claude Carrière, Yoshi Oida u. a. Hrsg. von Olivier Ortolani. Alexander Verlag, Berlin 2005.
- Peter Brook, Jean-Claude Carrière, Jerzy Grotowski: Georg Iwanowitsch Gurdjieff. Aus dem Französischen von Hans-Henning Mey. Alexander Verlag, Berlin 2001, ISBN 978-3-89581-060-2.
- La voie de Peter Brook – Peter Brook’s Journey. Documentation of the 2nd European Theatre Prize, hrsg. von Georges Banu und Alessandro Martinez. Alexander Verlag, Berlin (englisch/französisch).
- Peter Brook: Mein Shakespeare (The Quality of Mercy). Alexander Verlag, Berlin 2015, ISBN 978-3-89581-334-4.

## Auszeichnungen
- 1965 Commander des Order of the British Empire
- 1970 Mitglied der Akademie der Künste in Berlin
- 1986 Mitglied der American Academy of Arts and Sciences
- 1989 Europäischer Theaterpreis
- 1991 Großoffizier des Ordens des heiligen Jakob vom Schwert
- 1995 Offizier der Ehrenlegion
- 1998 Order of the Companions of Honour
- 2005 Dan-David-Preis.
- 2008 wurde Brook mit dem Internationalen Ibsen-Preis ausgezeichnet.
- 2013 Kommandeur der Ehrenlegion
- 2019 Prinzessin-von-Asturien-Preis für Kunst (50.000 Euro Preisgeld)[10]

## Belege
1. ↑  Peter Brook, a giant of international theatre whose stage work moved in sympathy with the visual arts, has died, aged 97. 4. Juli 2022, abgerufen am 5. Juli 2022.
2. ↑  Deutsche Ausgaben Berlin 1969, 2004.
3. ↑  Peter Brook ist tot: Der britische Theatertitan ist mit 97 Jahren gestorben. In: Der Spiegel. 3. Juli 2022, ISSN 2195-1349 (spiegel.de [abgerufen am 5. Juli 2022]).
4. ↑  Urs Jenny: Indiens Sommernachtstraum. In: Der Spiegel. 14. Juli 1985, ISSN 2195-1349 (spiegel.de [abgerufen am 5. Juli 2022]).
5. ↑  Peter Brook, a giant of international theatre whose stage work moved in sympathy with the visual arts, has died, aged 97. 4. Juli 2022, abgerufen am 5. Juli 2022.
6. ↑  Le metteur en scène britannique Peter Brook est mort. In: lemonde.fr. 3. Juli 2022, abgerufen am 3. Juli 2022.
7. ↑  RSC performances Collections, abgerufen am 16. Januar 2023
8. ↑  Die Tragödie der Carmen, Peter Brook bei IMDb
9. ↑  The Tragedy of Hamlet, Peter Brook bei IMDb
10. ↑  Prinzessin-von-Asturien -Preis für Peter Brook, nachtkritik.de, erschienen und abgerufen am 25. April 2019

| Personendaten    | Personendaten                                  |
| ---------------- | ---------------------------------------------- |
| NAME             | Brook, Peter                                   |
| ALTERNATIVNAMEN  | Brook, Peter Stephen Paul (vollständiger Name) |
| KURZBESCHREIBUNG | britischer Theater- und Filmregisseur          |
| GEBURTSDATUM     | 21. März 1925                                  |
| GEBURTSORT       | London, England, Vereinigtes Königreich        |
| STERBEDATUM      | 2. Juli 2022                                   |
| STERBEORT        | Paris, Frankreich                              |